# Iván Németh
Iván Németh (ur. 20 czerwca 1986 roku) – węgierski zapaśnik walczący w stylu klasycznym. Zajął 20 miejsce na mistrzostwach świata w 2010. Dziesiąty na mistrzostwach Europy w 2016. Złoty medalista uniwersyteckich mistrzostw świata z 2014. Piąty w Pucharze Świata w 2008. Mistrz świata i Europy juniorów w 2006 roku.
Mistrz Węgier w 2010, 2011 i 2012 roku.